# Flugplatz Norsup

i7
i11
i13
Der Flugplatz Norsup (englisch Norsup Airport, IATA-Code: NUS, ICAO-Code: NVSP) ist ein Flugplatz in der Nähe von Norsup auf der Insel Malakula in der Provinz Malampa in Vanuatu. Er ist einer von drei Flugplätzen auf der Insel, die anderen sind der Flugplatz Lamap und der Flugplatz South West Bay im Süden. 

## Fluggesellschaften und Ziele
Der Flugplatz wird nur von Air Vanuatu bedient.